# Erioptera turrialbae
Erioptera turrialbae är en tvåvingeart som beskrevs av Alexander 1945. Erioptera turrialbae ingår i släktet Erioptera och familjen småharkrankar.
Artens utbredningsområde är Costa Rica. Inga underarter finns listade i Catalogue of Life.